# Ahmed Gabr
Ahmed Gamal Gabr est un nageur de combat égyptien né le 9 novembre 1972.
Depuis 2014, il détiendrait le record de profondeur en plongée profonde et technique autonome avec bouteilles trimix avec 332,35 mètres,,, dépassant ainsi les précédentes marques de Pascal Bernabé (330 mètres en 2005), de Nuno Gomes (en) (318 mètres en 2005) et de John Bennett (en) (308 mètres en 2001).